# Maringues
Maringues je francouzská obec v departementu Puy-de-Dôme v regionu Auvergne. V roce 2009 zde žilo 2 735 obyvatel. Je centrem kantonu Maringues.